# Айк Търнър
Айк Уистър Търнър (на английски: Ike Wister Turner) е американски музикант, звукозаписен продуцент и търсач на таланти. Формира дуета Айк и Тина Търнър със съпругата си Тина Търнър (с която по-късно се развежда) и заедно изпълняват рокендрол и соул. Музикалната кариера на Айк се развива в продължение на половин век, а репертоарът му включва песни в стиловете блус, соул, рок и фънк. Влиза в Залата на славата на рокендрола през 1991 г. и в Алеята на славата в Сейнт Луис, през 2001 г.
Умира от свръхдоза кокаин през 2007 г.